# Spirale tragique
Pour plus de détails, voir Fiche technique et Distribution.
Spirale tragique (Final Demand) est un téléfilm britannique diffusé en 2003 et réalisé par Tom Vaughan.

## Synopsis
La vie de David s'écroule lorsque sa fille est tuée en rentrant chez elle, après avoir tenté de joindre ses parents, dont le téléphone était coupé. Il décide de s'en prendre à la compagnie de téléphone alors que la police tente de retrouver le meurtrier.

## Fiche technique
- Réalisation : Tom Vaughan
- Année de production : 2003
- Durée : 175 minutes
- Format : 1,78:1, couleur
- Son : stéréo
- Dates de premières diffusions :
  -  Royaume-Uni : 20 avril 2003  sur BBC One
  -  France : 19 mai 2005  sur  Canal Jimmy
- Interdit aux moins de 10 ans

## Distribution
- Tamzin Outhwaite : Natalie Taylor
- Liam Cunningham : David Milner
- Demelza Randall : Chloe Milner
- Archie Panjabi: Farida
- Simon Pegg : Colin Taylor